# John M'Bumba
John MBumba est un boxeur français né le 29 avril 1983 à Anderlecht, Belgique. il fut membre de l'équipe de France de boxe anglaise de 2004 à 2011. Il fut nommé capitaine en 2008 et détient le record du nombre de titres chez les poids lourds français amateurs.
Avec l'équipe de France il participe aux Jeux Olympiques de Pékin 2008 où il termine 5e (défait contre Rakhim Chakhkiev) puis il monte par deux fois sur le podium lors des championnats du monde de Chicago et de Milan.
Ses qualités de boxeur lui on valu d'être nommé meilleur boxeur lors des championnats de France en 2010 (victoire face à Ibrahima Mariko) 

## Carrière
John débuta la boxe anglaise à l'âge de 17 ans dans le club de la ville de Chelles en Seine marne. Il se fait remarquer par le coach Mohamed pour avoir exprimé son désir de remporter les Jeux Olympiques. 2 ans de formations à Chelles, puis un passage éclair à Bondy chez lucien Dauphin, sous les conseils avisés de Jean-Paul Mendy il décide de rejoindre Said Bennajem au club  Boxing Beat d'Aubervilliers.
John exprime ses motivations sportives. Said j'engage à l'aider dans sa quête de médailles.
Il se fait remarquer par l'équipe de France durant les championnats de France où il termine 3e défait par Perriaux. Il fut sélectionné pour le tournoi qualificatif des Jeux de Sydney. Il échoua lors du tournoi de Pologne défait par un chypriote.
2004 il intègre l'I.NS.E.P 
Médaillé d'or aux championnats de l'union européenne 2006 à Pécs, il remporte la médaille de bronze au mondial 2007 à Chicago.
En 2005, il avait été battu par Newfel Ouatah en demi-finale du championnat de France. En 2006, il atteint la finale mais est mis KO par le même adversaire ; au championnat d'Europe, il échoue face à Viktar Zuyev.
Il s'affirme en 2007 en devenant enfin champion de France 33-7 contre Ouatah et en remportant un tournoi en Espagne contre Alexander Povernov.
Au championnat du monde, il bat le jeune Portoricain Keith Tapia 28-13, de manière plus inattendue (21-14) le respecté boxeur grec Elias Pavlidis puis le Moldave Mihail Muntean (22-13). Il est défait en demi-finale par le russe Rakhim Chakhkiev (21-9), mais obtient sa qualification pour les Jeux olympiques d'été de 2008.
Son palmarès avant les JO est de 46 victoires, 14 défaites et 1 match nul.
Concourant dans la catégorie des -91 kg, licencié au Boxing Beats d'Aubervilliers où il est entraîné par Saïd Bennajem, il représente la France aux JO de Pekin. Il remporte son huitième de finale face au Colombien Julio Blanco, le dominant trois des quatre reprises (4-1, 1-0, 1-1, 5-3). Il perd en quarts contre Rakhim Chakhkiev.

### Carrière après la compétition
Après sa carrière internationale, John Mbumba s’investit dans l’enseignement de la boxe et la préparation mentale.
Il développe une méthode de coaching en boxe anglaise et une activité de coach de boxe personnel à Paris, en proposant des accompagnements individualisés, via son propre site www.john-mbumba.com.
Il y propose des cours techniques, des préparations physiques ciblées, des sessions en plein air en petit groupe de 6 personnes, ainsi que des interventions en entreprise (leadership, gestion du stress, cohésion d’équipe).
En 2025, il fonde JAB JACK, une salle de boxe située à Paris dans le 13e arrondissement, conçue comme un espace de performance haut de gamme, accessible à tous les niveaux de pratique.
Recherché pour son approche pédagogique et son expérience de haut niveau, il s’adresse aussi bien à des sportifs qu’à un public plus large, en quête de transformation personnelle à travers la boxe.

## Palmarès
- 2011 : Champion de France
- 2009 : Champion de France
- 2008 : Champion de France
- 2007 : 3e au championnat du monde
- 2007 : Champion de France
- 2005 : Finaliste du championnat de France